# Pavol Jonáš
Pavol Jonáš, též Pavel Jonáš (18. června 1925 Prietrž - 2008 Bratislava), byl slovenský a československý politik Komunistické strany Slovenska, předseda Svazu družstevních rolníků, poslanec Slovenské národní rady a poslanec Sněmovny národů a Sněmovny lidu Federálního shromáždění za normalizace.

## Biografie
Absolvoval v roce 1965 Provozně ekonomickou fakultu Vysoké školy zemědělské v Brně. V rodné obci pracoval jako ekonom místního JZD, pak i jako jeho předseda.
Dlouhodobě zastával přední stranické a státní funkce. V letech 1969–1986 se uvádí jako účastník zasedání Ústředního výboru Komunistické strany Slovenska. V letech 1969-1971 byl členem ÚV KSS. Působil i na nejvyšších postech v celostátní komunistické straně. XVI. sjezd KSČ a XVII. sjezd KSČ ho zvolil kandidátem Ústředního výboru Komunistické strany Československa. V letech 1968-1972 předsedal slovenskému Svazu družstevních rolníků, od dubna roku 1972 pak byl předsedou celostátního Svazu družstevních rolníků (ve funkci potvrzen v dubnu 1979). Ve funkci setrval do roku 1989. V období let 1968-1972 byl rovněž členem předsednictva Ústředního výboru Národní fronty ČSSR. V roce 1975 mu byl udělen Řád práce.
Po provedení federalizace Československa usedl v lednu 1969 do Sněmovny národů Federálního shromáždění. Do federálního parlamentu ho nominovala Slovenská národní rada, kde rovněž zasedal.
Ve Federálním shromáždění pak zasedal dlouhodobě v období normalizace, byť s přestávkou v letech 1971-1976. Ve volbách roku 1976 (volební obvod Partizánske) se stal opět poslancem Sněmovny národů. Mandát získal i ve volbách roku 1981 (obvod Bošany). Ve volbách roku 1986 přešel do Sněmovny lidu (obvod Vranov nad Topľou).
Ve FS zažil sametovou revoluci a po ní v lednu 1990 rezignoval na poslanecký post v rámci procesu kooptace do Federálního shromáždění.
Zemřel roku 2008 v Bratislavě, pohřben je v rodné Prietrži.